# Підземне сховище газу Акир-Тобе
Підземне сховище газу Акир-Тобе – елемент газотранспортної системи Казахстану.
В другій половині 1980-х став до ладу газопровід Газлі – Шимкент, який подав додатковий ресурс до північної частини системи Бухарський газоносний регіон – Ташкент – Бішкек – Алмати (БГР – ТБА). При цьому неподалік від належної до БГР – ТБА ділянки Тараз – Бішкек в 1986-му ввели в дію підземне сховище газу Акир-Тобе.
Зберігання газу відбувається на глибинах від 769 до 842 метра у водоносному пласті надсольової товщі верхньої пермі.
Станом на 2017 рік на структурі пробурено не менш ніж 87 свердловин, з яких 48 відносяться до експлуатаційних, 20 до спостережних та 8 до контрольних (ще 11 свердловин були ліквідовані). Активний об’єм сховища 300 млн м3, буферний – 400 млн м3. Газ зберігається при тисках від 6,2 до 8,2 МПа, максимальні добові рівні закачування та відбору дорівнюють 1,7 млн м3 та 3 млн м3 відповідно.